# Scopariopsis
Scopariopsis är ett släkte av fjärilar. Scopariopsis ingår i familjen nattflyn.
Kladogram enligt Catalogue of Life:
| Scopariopsis | \| \| Scopariopsis grisea \| \| \| \| \| \| Scopariopsis pallidegrisea \| \| \| \| \| \| Scopariopsis viridigrisea \| \| \| \| |
|              | \| \| Scopariopsis grisea \| \| \| \| \| \| Scopariopsis pallidegrisea \| \| \| \| \| \| Scopariopsis viridigrisea \| \| \| \| |
|              | Scopariopsis grisea |
|              | |
|              | Scopariopsis pallidegrisea |
|              | |
|              | Scopariopsis viridigrisea |
|              | |